# Panthera pardus tulliana
El leopardo de Anatolia (Panthera pardus tulliana) es una subespecie de leopardo originaria de Asia Menor (Turquía en la actualidad) y se desconoce con certeza si todavía subsiste alguna población. Algunos autores engloban esta subespecie en el leopardo Persa (Panthera pardus saxicolor), pero ante la imposibilidad de conseguir muestras genéticas de algún individuo continúa la controversia.

## Distribución
Originariamente su distribución iba desde las costas del mar Egeo, este y oeste de la costa norteafricana del Mediterráneo y este de la península de Anatolia. En Israel se pudo certificar la existencia de leopardos hasta 1980 en las zonas de Galilea y Ramat-Hagolan.

## Características
Los adultos miden entre 200-250 cm de largo las hembras pesan entre 35-50 kg y los machos entre 45-70 kg,  pudiendo llegar hasta los 90. En libertad su esperanza de vida es aproximadamente de 20 años.
El Leopardo de Anatolia es un animal fuerte y ágil, con un pelaje amarillo pálido y puntos marrones oscuros que cubren el lomo de su cuerpo mientras la parte oculta es blanca y que se alimenta de ungulados salvajes, como la gamuza, ovejas, cabras, ciervos, así como jabalíes y aves.

## Estado actual
El diecisiete de enero de 1974 el último leopardo que se vio antes de darlo por extinto fue cazado tras el ataque a una mujer en el pueblo de Bağözü, a 5 km de Beypazarı. 
Durante años se dio por extinto hasta que biólogos turcos indicaron que podría existir una población relicta de unos 10-15 animales en la zona.
En 2001 se localizó a algún individuo cerca de una población llamada "Dandi", próxima a la ciudad de Mut en las montañas Tauro, y en torno al Rio Muskili al este del Mar Negro. En 2003 una cámara de fotos automática fotografió a un ejemplar macho adulto en el parque nacional de Vashlovani en Georgia.  En 2004 se conoció una cita de leopardo de Anatolia en la Meseta de Pokut, y en 2010 se encontraron restos de un leopardo muerto en las montañas de la provincia de Siirt, también en Turquía.
En el otoño de 2013, en la provincia turca de Diyarbakir, un campesino mató de un disparo de escopeta a un ejemplar que estaba atacando a un pastor, al que el leopardo ocasionó heridas en cuello y espalda.
Tras un amplio proyecto de fototrampeo, la Dirección general de Parques Naturales de Turquía pudo demostrar en 2019 la existencia del leopardo en varias regiones de Anatolia, y en 2024 difundió un vídeo tomado con cámara termal en un lugar no precisado de la Región del Egeo en el oeste de Anatolio, documentado así una amplia difusión de la especie, si bien sin ofrecer estimaciones del número de ejemplares supervivientes.